# Capilla del Cerro Santa Ana
La Capilla del Cerro Santa Ana es un lugar de culto de la religión católica ubicado en la ciudad de Guayaquil, en el Ecuador. La capilla se encuentra en la cima del Cerro Santa Ana. Está consagrada a la Virgen de la Merced. Esta capilla es parte de la regeneración urbana que tuvo el Cerro Santa Ana y fue inaugurada en el 2002.

## Ubicación
La capilla se encuentra en la cima del Cerro Santa Ana, en el escalón 444 de la escalinata Diego Noboa, en el sector del barrio Las Peñas. La capilla forma parte del complejo turístico del cerro en conjunto con el Faro de Guayaquil, el mirador que se encuentra alrededor de ambos, y el Museo Naval.

## Historia
El 23 de septiembre de 2002, a propósito de las festividades de la Virgen de la Merced, la M.I. Municipalidad de Guayaquil realizó la ceremonia de inauguración de la capilla en la cima del Cerro Santa Ana, como parte del proyecto de regeneración urbana. En dicha ceremonia, al cabildo entregó las llaves al párroco de la Merced, Agustín Alcázar.
En ese mismo sitio, estuvo la primera iglesia mayor de Guayaquil hasta que fue demolida y construida en el sitio del actual Museo del Bombero, siendo en 1694 culminada su ubicación actual que por ese entonces se llamaba Iglesia Matriz.